# Hans Aub
Hans Aub (* 8. September 1903 in Berlin; † 31. Dezember 1983 in München) war ein deutscher Wirtschaftsjurist und Politiker. Als solcher gehörte er dem Bayerischen Senat an.

## Leben
Hans Aub besuchte die Volksschule in Fürstenfeldbruck und München und legte 1922 sein Abitur am Wilhelmsgymnasium München ab. Er studierte hiernach Rechtswissenschaft und legte 1927 das erste juristische Staatsexamen und 1930 auch das zweite Staatsexamen in München ab. Er promovierte zum Thema Die räuberische Erpressung 1928 in Würzburg.
Es folgte an die juristische Ausbildung die Zulassung als Rechtsanwalt 1930. Von 1930 bis 1936 war er als Syndikus des Bayerischen Landesverbands zur Förderung des Wohnungswesens in Bayern und ab 1932 als Syndikus des Verbands Bayerischer Wohnungsunternehmen tätig. 1940 bis 1945 nahm er als Soldat am Zweiten Weltkrieg teil und geriet in amerikanische Kriegsgefangenschaft.  Er wurde 1945 wieder als Rechtsanwalt zugelassen, die Zulassung wurde 1948 bestätigt. Er leitete dann die Rechtsabteilung des Verbands Bayerischer Wohnungsunternehmen, München und war von 1945 bis 1947 Kommissarischer Leiter der Bayerischen Bauvereinsbank und Kommissarischer Geschäftsführer der Heimbau Bayern. Von 1954 bis 1970 war Aub dann Verbandsdirektor des Verbands Bayerischer Wohnungsunternehmen (Baugenossenschaften und -gesellschaften) in München.
Von 1948 bis 1980 war Aub Aufsichtsratsvorsitzender der Bayerischen Beamten Lebensversicherung, 1962 bis 1980 Aufsichtsratsvorsitzender der Bayerischen Beamten Versicherung München sowie 1955 bis 1968 Vorstandsmitglied, ab 1964 Vorstandsvorsitzender des Gesamtverbands gemeinnütziger Wohnungsunternehmen in Köln
Vom 1. Juni 1958 bis zum 31. Dezember 1975 war er Mitglied des Bayerischen Senats.